# Taurus Rugby UFTM
Taurus Rugby UFTM é uma equipe brasileira de rugby do estado de Minas Gerais.

## História
O time foi fundado em 2010 pelo professor Dr. Edmar Lacerda Mendes e por acadêmicos da Universidade Federal do Triângulo Mineiro para suprir a carencia do desporto dentro da cidade de Uberaba, tornando-se o primeiro time de rugby da cidade e um dos pioneiros na região do Triângulo Mineiro. O time de rugby da UFTM é composto basicamente por alunos da instituição de diferentes cursos.
O Taurus Rugby tornou-se no mesmo ano de sua criação, um dos times a participar da primeira edição do Campeonato Mineiro de Rugby.

## Mascote
O touro é o mascote do time, além de também ser o símbolo que representa a cidade de Uberaba, que é destaque na criação de raças bovinas.